# إريك مكلور
إريك مكلور (بالإنجليزية: Eric McClure) هو مالك فريق ناسكار ‏ أمريكي، ولد في 11 ديسمبر 1978 في تشيلهويي في الولايات المتحدة.

## معرض صور

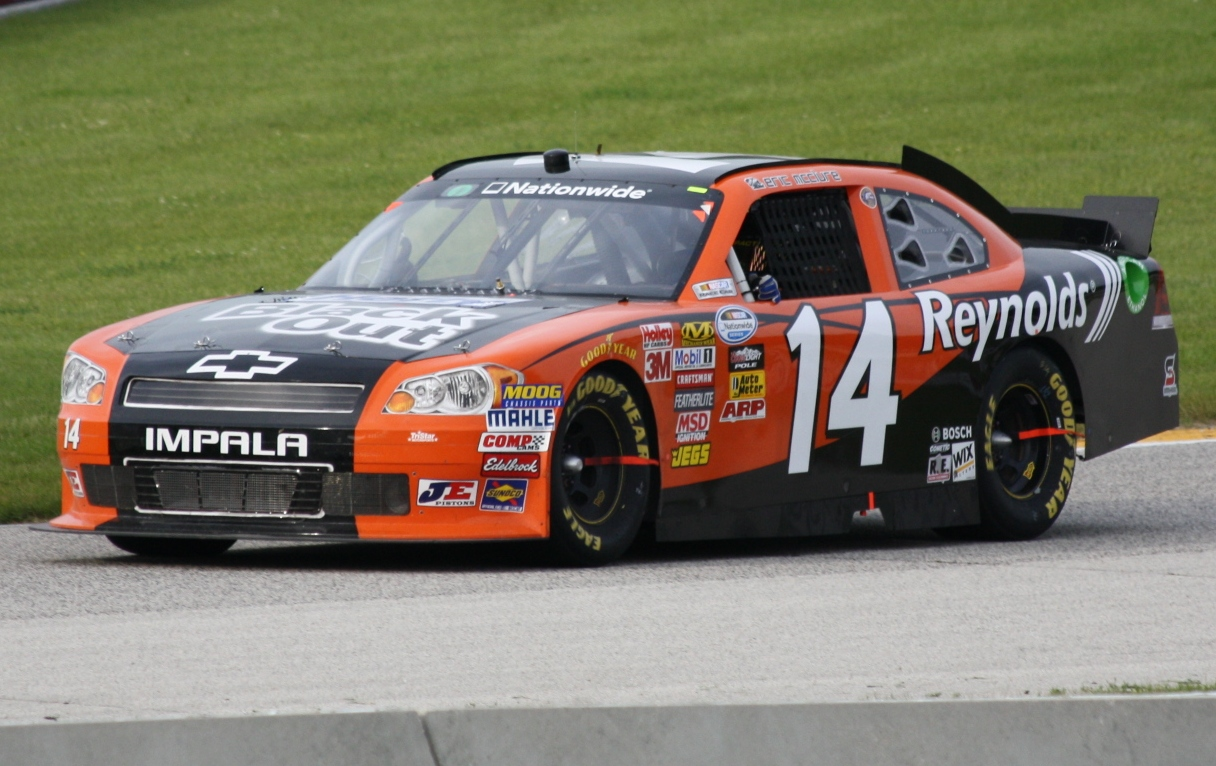
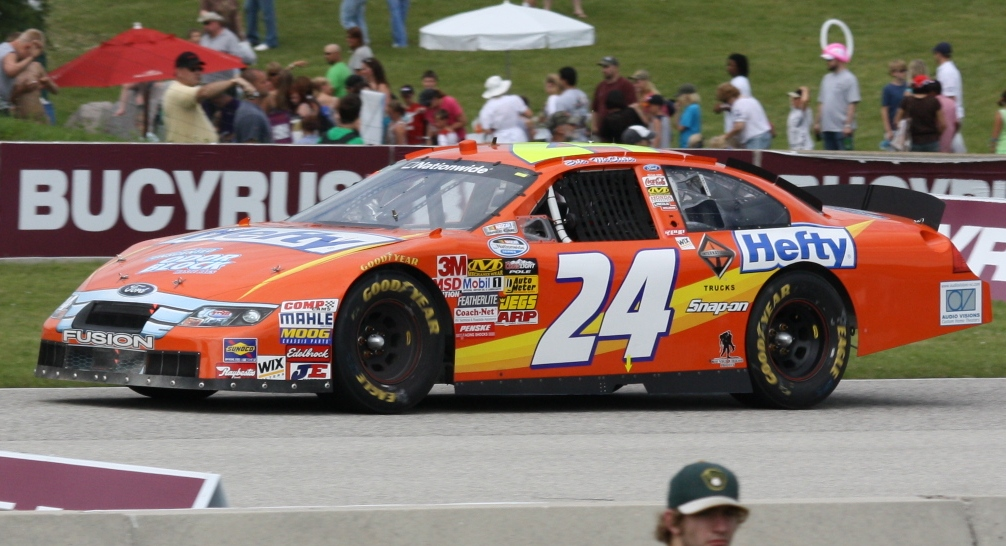
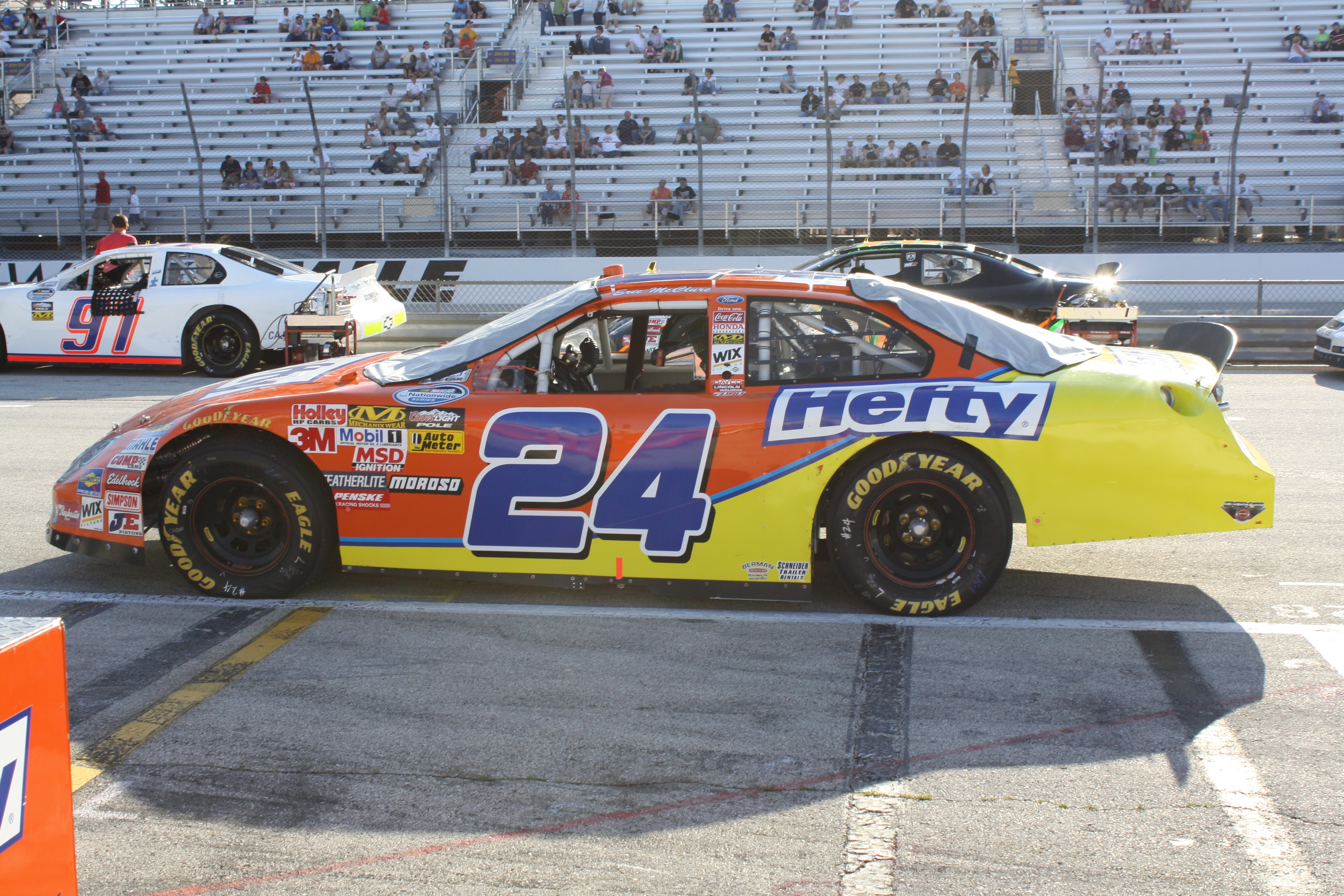

## وصلات خارجية
- الموقع الرسمي
- إريك مكلور على موقع Racing-Reference.info (الإنجليزية)